# Narcisse Ancelle
Pour les articles homonymes, voir Ancelle.
Narcisse Ancelle, né à Plessis-de-Roye le 30 septembre 1801 et mort à Bazemont le 25 mai 1888, est un notaire et homme politique français.
Notaire de 1832 à 1851, puis maire de Neuilly-sur-Seine de 1851 à 1868, il est également le conseil judiciaire de Charles Baudelaire, et notaire de la famille de Baudelaire.
Ami et soutien moral de Caroline Aupick, mère de Baudelaire, il fut nommé conseil judiciaire du poète prodigue au terme d'une procédure lancée par Mme Aupick. L'intrusion, dans sa vie, du notaire qui devait l'empêcher d'aliéner son patrimoine exaspéra et humilia durablement Baudelaire. Ancelle, cependant, s'intéressa sincèrement à l'œuvre de son « pupille » et l'aida de son mieux. Héritier de Mme Aupick avec Félicité Baudelaire, belle-sœur du poète, et Louis Emon, ami des Aupick, Narcisse Ancelle communiqua aux Baudelairiens des archives essentielles.

## Biographie
Narcisse Ancelle naît en 1801 dans une annexe du château des princes de Condé à Plessis-de-Roye, château aujourd'hui disparu.
Le 21 septembre 1844, il devient le conseil judiciaire de Charles Baudelaire.
Dans une lettre testamentaire en date du 30 juin 1845, Baudelaire lui annonce son intention de se tuer — il lui déclare : « Je donne et lègue tout ce que je possède à Mlle Lemer [...] Moi, je n'ai que Jeanne Lemer. Je n'ai trouvé de repos qu'en elle [...] » —, mais ne met finalement pas à exécution son projet.
En 1872, Narcisse Ancelle achète le château de Bazemont, où il meurt en 1888.

### Littérature
Le critique littéraire et bibliographe Eugène Crépet fut à l'origine des publications posthumes de la Correspondance de Charles Baudelaire à Narcisse Ancelle. Cette correspondance épistolaire se compose de treize lettres autographes signées dont onze adressées à Narcisse Ancelle (1886) et deux à son épouse (1887) et (1888). Tous ces courriers furent prêtés par Narcisse Ancelle à Eugène Crépet, afin que ce dernier les étudie pour pouvoir préparer avec précision son ouvrage sur les poètes français. Cette correspondance de Baudelaire sera présenté et annoté par Claude Pichois avec la collaboration de Jean Ziegler, fils de Jacques Crépet et petit-fils d'Eugène Crépet, sous le titre Charles Baudelaire, correspondance, Chez Gallimard, Bibliothèque de la Pléiade, en 2 volumes, en 1973.

### Descendance
Sa fille, Louise Eugénie Ancelle (1833-1900), épouse en 1860 à Neuilly Ferdinand Oreille de Carrière.
Il eut aussi deux fils, Alfred Ancelle, militaire, (1835-1893), et Albert Ancelle, magistrat, (1846-1919).